# Inayat Allah Kanbu
Inayat Allah Kanbu (Bahranpur, 31 d'agost de 1608-Delhi 23 de setembre de 1671) fou un historiador mogol, autor de la Tarikh-i Dil Kusha, sobre la història de Shah Djahan i els seus predecessors (des del temps d'Adam) i de Bahar-i danish, històries en novel·la sobre dones infidels. Era germà de Muhammad Sali Kanbu, l'autor de Shahdjahannama (història de Shah Djahan).